# Annika
Annika er et pigenavn, der stammer plattysk Anneke eller Anneken. Navnet er et hypokoristikon af Anna, der stammer fra hebraisk og latin og betyder "nåde" eller "tjeneste". Annika bruges især i Nederlandene, Sverige og Finland. Varianter af navnet er Anneka, Anneke, Anneken, Anika og Anniqa. I Danmark bærer i alt 3.468 et af disse navne i 2013 ifølge Danmarks Statistik.

## Kendte personer med navnet
- Anniqa, svensk-dansk slangetæmmer og multikunstner.
- Anneke van Giersbergen, nederlandsk sanger.
- Annika von Holdt, dansk forfatter.
- Annika Hoydal, færøsk skuespiller og sanger.
- Annika Langvad, dansk cykelrytter.
- Anneke von der Lippe, norsk skuespiller.
- Annika Sörenstam, svensk golfspiller.
- Annika Wedderkopp, dansk musiker og skuespiller
- Annika Aakjær, dansk musiker og skuespiller.

## Navnet anvendt i fiktion
- Annika er Pippi Langstrømpes nabo i bøgerne af Astrid Lindgren.
- Annika Bengtzon er hovedperson i en række kriminalromaner af Liza Marklund.